# Clarksdale (Mississippi)
Clarksdale ist eine Stadt im Coahoma County und Sitz der Countyverwaltung (County Seat) im US-Bundesstaat Mississippi. Das U.S. Census Bureau hat bei der Volkszählung 2020 eine Einwohnerzahl von 14.903 ermittelt.

## Geographie
Clarksdale liegt im Zentrum jener Region, die, für Außenstehende etwas missverständlich, als „Mississippi-Delta“ bezeichnet wird (es handelt sich hierbei nicht um die Mündungsregion des Mississippi, sondern um das Binnendelta des Yazoo River, eines der bedeutenderen Nebenflüsse des Mississippi).

## Kultur und Sehenswürdigkeiten
Bekannt ist Clarksdale als die Heimat des Blues. Aus Clarksdale und Umgebung kommen so bekannte Bluesmusiker wie John Lee Hooker, Muddy Waters, Eddie Boyd, Big Jack Johnson und Sam Cooke. 
In Clarksdale befindet sich seit 1979 das Delta Blues Museum. Robert Johnson soll in Clarksdale seine Seele an den Teufel verkauft haben, um den wahren Blues spielen zu können – so hat er es in seinem Stück Crossroads beschrieben.
Der Schriftsteller Tennessee Williams verbrachte seine Ferien regelmäßig in Clarksdale. Der Schauspieler Morgan Freeman lebt in Clarksdale und betreibt dort gemeinsam mit Geschäftspartnern den Blues-Club „Ground Zero“. An der Kreuzung, an der Johnson den Teufel getroffen haben soll, liegt seit 1937 Abe’s Barbecue, eines der legendären Restaurants des Südstaaten-Barbecue.

## Söhne und Töchter der Stadt
- Willie Brown (1900–1952), Bluesmusiker
- Eddie Boyd (1914–1994), Bluesmusiker
- John Lee Hooker (1917–2001), einflussreicher Bluesmusiker
- Lurlean Hunter (1919–1983), Jazz-Sängerin
- Eddie Calhoun (1921–1993), Jazz-Bassist
- Jackie Brenston (1927/1928/1930–1979), Bluesmusiker
- „The Arnold Giant“ Max Palmer (1927–1984), Schauspieler und Wrestler
- Earl Hooker (1929/1930–1970), Bluesmusiker
- Jackie Brenston (1930–1979), R&B-Musiker
- Sam Cooke (1931–1964), Sänger
- Ike Turner (1931–2007), Musiker und Produzent
- Junior Parker (1932–1971), Blues-Sänger und Mundharmonikaspieler
- Clea Bradford (1933–2008), Soul-, Blues- und Jazzsängerin
- Raymond Hill (1933–1996), R&B-Musiker
- Andy Anderson (* 1935), Rockabilly-Musiker
- Eddie Perkins (1937–2012), Boxer im Leicht-, Halbwelter- und Weltergewicht
- Ameen Muhammad (1954–2003), Jazzmusiker, Musikpädagoge und Komponist
- „Nate Dogg“ Nathaniel Dwayne Hale (1969–2011), Musiker und Sänger
- Christone Ingram (* 1999), Blues-Gitarrist und Sänger